# Militello in Val di Catania
Militello in Val di Catania, sicilsky Militeddu ve Val di Catania je italské město na Sicílii, na území metropolitního města Katánie (územně-správní jednotka na Sicílii na úrovni italských provincií). Leží 51 kilometrů jihozápodně od Katánie, na severní straně Monti Iblei.
Patří mezi pozdně barokní města v údolí Val di Noto, která jsou zapsána na seznamu světového dědictví UNESCO.

## Historie
Sídlo vzniklo v byzantské éře. Roku 1693 bylo zničeno zemětřesením a znovu postaveno ve stylu sicilského baroka.

## Vývoj počtu obyvatel
Počet obyvatel

## Památky
- Palazzo Baldanza
- kostel San Benedetto
- kostel San Nicolo e SS. Salvatore
- Museo San Nicolo
- oratoř Santa Maria della Catena
- kostel Sant' Antonio di Padova
- kostel Santa Maria della Valle
- kostel San Francesco di Assisi
- kostel Santa Maria La Vetere